# Adam Zientek
Adam Zientek (ur. 3 września 1919, zm. 19 listopada 2008) – polski pilot samolotowy, szybownik, wieloletni szybowcowy pilot doświadczalny w Szybowcowym Zakładzie Doświadczalnym w Bielsku-Białej.

## Życiorys
Urodził się w Olbrachcicach na Zaolziu jako syn Adama i Zofii z domu Kożusznik. Miał dwójkę starszego rodzeństwa – brata Alfreda (ur. 1909) i siostrę Zofię (ur. 1914). Jego ojciec był kierownikiem szkoły polskiej w Olbrachcicach, zmarł w 1922 roku. Matka była nauczycielką.
W 1929 r. ukończył polską szkołę ludową w Ligotce Kameralnej i rozpoczął naukę w gimnazjum matematyczno-przyrodniczym w Cieszynie. Uczęszczał do kółka modelarskiego przy Szkole Wydziałowej im. Stanisława Hassewicza prowadzonego przez Pawła Heczko.
W 1937 roku zdał maturę i jesienią rozpoczął studia na Wydziale Mechanicznym Politechniki Warszawskiej. Nie zerwał swych związków z szybownictwem, w sierpniu 1938 roku po starcie z góry Chełm, utrzymał się na szybowcu Komar w powietrzu przez 6 godzin i 32 minuty. W tym samym roku, wspólnie z Andrzejem Koziełem, na szybowcu Komar wykonał przelot docelowy z góry Chełm do Krakowa.
Jego studia przerwał wybuch II wojny światowej. W czasie okupacji pracował jako robotnik w fabryce we Frysztacie. Studia kontynuował od 1946 roku na Politechnice Śląskiej z siedzibą w Krakowie.
1 listopada 1947 roku rozpoczął pracę w Instytucie Szybownictwa w Bielsku na stanowisku pilota doświadczalnego. Zajmował się oblatywaniem prototypów szybowców oraz przeprowadzał próby w locie szybowców, których prototypy oblatali inni piloci. Do jego zadań należało również oblatywanie szybowców zbudowanych w układzie niekonwencjonalnym, czyli bezogonowców i w układzie kaczki. W swej karierze pilota czterokrotnie musiał ratować się skokiem ze spadochronem (m.in. w 1946 roku z szybowca Orlik, w trakcie oblatywania szybowców SZD-20 Wampir 2 (1959 r.) i w 1966 r. SZD-29 Zefir 3). W trakcie oblotu szybowca SZD-6 Nietoperz przeżył katastrofę lotniczą. Był pierwszym polskim pilotem doświadczalnym, który podczas lotów na prototypowych szybowcach korzystał z kasku ochronnego (loty w 1951 roku na szybowcu SZD-6 Nietoperz). W czerwcu 1948 r. wziął udział w VII Krajowych Zawodach Szybowcowych, podczas których zajął 1. miejsce.
Poza oblatywaniem intensywnie zajmował się promowaniem szybowców polskiej konstrukcji, wykonywał loty między innymi podczas salonów lotniczych Farnborough i Le Bourget. Już w październiku 1949 roku prezentował szybowce IS-A Salamandra w Bułgarii, na szybowcu SZD-24 Foka wykonywał pokazy w Helsinkach (1961), w Cannes (1962) i Hanowerze (1964 i 1966). W marcu 1966 roku, w ramach promocji szybowca SZD-9 Bocian, przeprowadził szkolenie 20 szwedzkich pilotów w akrobacji. Loty wykonywano z zamarzniętego jeziora Ottsjö, szybowiec specjalnie do celów tego szkolenia został wyposażony w nartę. W 1969 roku wziął udział, na szybowcu SZD-32 Foka 5, w rajdzie po Austrii. W 1978 roku, na szybowcu SZD-50 Puchacz, wziął udział w wieloetapowym rajdzie po Finlandii i Szwecji. W ramach tego rajdu przeleciał 3000 km w 14. etapach i wykonał 150 lotów promocyjnych z pasażerami. W ramach promocji Puchacza w 1979 roku przeszkolił w akrobacji szybowcowej 20. austriackich pilotów.
Był członkiem Zarządu Głównego Ligi Lotniczej oraz Aeroklubu PRL. W latach 50. był Przewodniczącym Komisji Sportowej Aeroklubu PRL. Był też przewodniczącym Sądu Koleżeńskiego Aeroklubu Bielsko-Bialskiego i wiceprezesem (w latach 1985-1990) Bielskiego Klubu Seniorów Lotnictwa. W 1987 roku wszedł w skład Komisji Historycznej Klubu Seniorów Lotnictwa.
Karierę pilota doświadczalnego zakończył 21 kwietnia 1983 roku, przez dalsze pięć lat przepracował w SZD jako obserwator prób w locie.
Łącznie wykonał 12800 lotów o łącznym czasie ponad 6700 godzin. Z tego 3960 godzin wylatał w lotach doświadczalnych a kolejne 1430 godzin w charakterze instruktora. W swej karierze latał na 154 typach szybowców, w tym na 4 bezogonowcach i jednej „kaczce”. Poza wymienionymi lotami wykonał jeszcze 1200 oblotów szybowców wyprodukowanych lub naprawionych w Bielsku-Białej, Jeżowie, Krośnie, Poznaniu i Gdańsku. Swój ostatni lot na szybowcu wykonał w 11 lutego 200l roku).
Zmarł 19 listopada 2008 roku w Bielsku-Białej i został pochowany na cmentarzu ewangelickim w Starym Bielsku.

## Działalność sportowa
10 maja 1934 roku wziął udział w kursie szybowcowym w Mnisztwie-Gułdowach pod Cieszynem zorganizowanym przez Koło Szybowcowe „Start” w Cieszynie i tego samego dnia, pod okiem instruktora Ludwika Puzonia, wykonał swój pierwszy lot na szybowcu Wrona. 12 lipca 1934 roku uzyskał kategorię A pilota szybowcowego, którą 16 września 1934 r. podwyższył do kategorii B. W 1935 roku dzięki lotom wykonanym na szybowcu Czajka na Bezmiechowej podwyższył posiadane uprawnienia do kategorii „C”. W 1936 roku latał na szybowcach Sroka, Komar oraz CW-5 bis i uzyskał dwa pierwsze warunki do srebrnej odznaki szybowcowej: czas lotu 5 godzin i przewyższenie 1000 metrów. W 1936 roku na łamach pisma „Ogniwo” wysunął pomysł utworzenia na Zaolziu polskiej organizacji szybowcowej dysponującej własną szkołą. 24 czerwca 1937 roku w szkole szybowcowej na lotnisku w Katowicach uzyskał ostatni warunek do kategorii szybowcowej „D”, co oznaczało wówczas pełne wyszkolenie szybowcowe i było równoznaczne z otrzymaniem srebrnej Odznaki Szybowcowej.
Wystartował w VI Krajowych Zawodach Szybowcowych w Masłowie na szybowcu Orlik, które odbyły się od 10 do 23 lipca 1938 roku. W klasyfikacji indywidualnej zajął 18. miejsce.
W 1939 roku odbył szkolenie samolotowe na RWD-8 w ramach Przysposobienia Wojskowego na lotnisku Rumia.
Do latania powrócił tuż po zakończeniu II wojny światowej – 3 lipca 1945 roku wykonał lot żaglowy na szybowcu WWS-1 Salamandra nad zboczem Chełmu. Od 15 do 24 października 1946 roku wziął udział w pierwszej wyprawie szybowcowej Instytutu Szybownictwa na lotnisko w Aleksandrowicach mającej na celu zbadaniem ze zjawiskiem fal wymuszonych przez tereny górskie. Wykonał dwa udane loty na szybowcu Orlik, podczas trzeciego w dniu 21 października jego szybowiec rozpadł się w locie chmurowym. Pilot uratował się na spadochronie, szybowiec spadł na ziemię w okolicach Wróblowic.
W 1946 roku uzyskał uprawnienia instruktora szybowcowego I klasy. 4 maja 1947 wykonał przelot z pasażerem na szybowcu Kranich (SP-151) przelot na odległość 163 km. 30 maja po starcie z Balic na szybowcu DFS Weihe (SP-430) wykonał przelot na odległość 355 km. W tym samym roku startował na prototypie szybowca IS-1 Sęp w I Międzynarodowym Tygodniu Szybowcowym w Samedan, gdzie zajął 8. miejsce. W czerwcu 1947 roku wziął udział w obozie eliminacyjnym w Aleksandrowicach i został zakwalifikowany do udziału w międzynarodowych zawodach szybowcowych w Szwajcarii. 1 kwietnia 1948 roku, na prototypie szybowca IS-1 Sęp, podjął próbę bicia rekordu Polski w długotrwałości lotu. Po starcie z szybowiska na górze Żar i 18 godzinach i 23 minutach lotu rozbił szybowiec na zboczu Kiczery, on sam odniósł niewielkie obrażenia a szybowiec później odbudowano. W kwietniu wykonał dwa grupowe przeloty otwarte na odległość 50 i 193 kilometrów.
W czerwcu 1948 roku wystartował w VII Krajowych Zawodach Szybowcowych na Żarze gdzie zajął I miejsce. W dniu 27 lipca 1948 r. wziął udział w przelocie grupowym czterech szybowców (IS-2 Mucha, dwa IS-1 Sęp oraz DFS Olympia Meise) z Żaru do Pragi. Adam Zientek zakończył przelot w Wiener Neustadt po pokonaniu 309 km. Od 24 sierpnia do 25 września 1948 roku uczestniczył w wyprawie tatrzańskiej do Nowego Targu, a w październiku na górze Żar, wspólnie z Tadeuszem Górą, brał udział w pierwszych nocnych lotach szybowcowych. Również w 1948 roku zdobył Złotą Odznakę Szybowcową jako drugi Polak. Jego doświadczenie sprawiło, że został kierownikiem drugiej wyprawy szybowcowej Instytutu Szybownictwa. Od 13 listopada do 15 grudnia 1948 roku badano falę halniakową w rejonie Śnieżki, w trakcie tej wyprawy Irena Kempówna ustanowiła kobiecy rekord Polski w przewyższeniu.
W czerwcu 1949 roku wystartował w Międzynarodowych Zawodach Państw Demokracji Ludowej rozgrywanych na Żarze, gdzie zajął drugie miejsce za Ireną Kempówną. W 1950 roku brał udział, jako pilot, w kręceniu filmu pt. Pierwszy start. W 1951 roku ukazał się podręcznik jego autorstwa zatytułowany „Na falach halniakowych”, który przyczynił się do upowszechnienia w Polsce lotów wysokościowych. 9 listopada tego samego roku uzyskał przewyższenie 5233 metrów i zdobył pierwszy Diament do swej Złotej odznaki.
W 1955 roku, za przelot na odległość 590 km (z Grudziądza przez Wilno i Kowno, aż nad granicę radzieckiej Łotwy), otrzymał Diamentową Odznakę Szybowcową nr 20.
Ustanowił kilka szybowniczych rekordów Polski, m.in.:

– 2 czerwca 1947 roku na szybowcu IS-C Żuraw z pasażerem T. Grudzieńskim – rekord przewyższenia wynikiem 2320 metrów,

– 13 września 1948 roku na szybowcu[IS-C Żuraw z pasażerem Maciejem Hrabykiem – rekord przewyższenia wynikiem 2630 metrów,

– w nocy z 18 na 19 października 1948 roku na szybowcu IS-C Żuraw z pasażerem Bronisławem Żurakowskim – rekord długotrwałości nocnego lotu – 23 godziny 51 minut,

– 27 lipca 1949 roku na szybowcu IS-C Żuraw z pasażerem J. Wawkiem – rekord wysokości wynikiem 3400 metrów,

– w 1949 roku – rekord prędkości na trasie trójkąta 100 km – 28,7 km/h,

– 30 kwietnia 1950 roku na szybowcu IS-C Żuraw z pasażerem Mieczysławem Dąbkowskim – rekord prędkości przelotu po trasie trójkąta 100 km wynikiem 45,11 km/h,

– 22 lipca 1950 roku – rekord przelotu docelowo-powrotnego wynikiem 232 kilometrów,

– 26 czerwca 1953 roku na szybowcu SZD-9 Bocian z pasażerem Adamem Dziurzyńskim – rekord prędkości przelotu po trasie trójkąta 300 km wynikiem 51,5 km/h.
W 1958 roku był trenerem polskiej szybowcowej kadry narodowej.

## Życie prywatne
W życiu prywatnym był mężem Jadwigi z domu Studenckiej i ojcem trojga dzieci – Stanisława, Danuty i Mirosławy.

## Ordery i odznaczenia
Był odznaczony:
- Krzyżem Kawalerskim Orderu Odrodzenia Polski (1983),
- Srebrnym Krzyżem Zasługi,
- Złotą Odznakę Szybowcową z trzema diamentami[39],
- Odznaką „Mistrza Sportu”,
- Złotą Odznaką za Zasługi dla Aeroklubu Polskiego,
- Dyplomem P. Tissandiera FAI (1962),
- Błękitnymi Skrzydłami[40],
- Złotą Odznaką Klubu Pilotów Doświadczalnych,
- i in.

## Prototypy szybowców oblatane przez Adama Zientka
| Lp. | Data       | Typ i nazwa           | Nr fabr. | Nr rej.      | Rodzaj lotu  | Lotnisko             |
| --- | ---------- | --------------------- | -------- | ------------ | ------------ | -------------------- |
| 1   | 16.08.1950 | IS-7 Osa              | 068      | SP-1047      | obl. I prot. | Bielsko              |
| 2   | 02.02.1951 | SZD-6 Nietoperz       | 049      | SP-1220      | obl. I prot. | Katowice             |
| 3   | 21.09.1951 | SZD-8 Jaskółka        | 071      | SP-1222      | obl. I prot. | Bielsko              |
| 4   | 10.03.1952 | SZD-9 Bocian          | 073      | SP-1217      | obl. I prot. | Bielsko              |
| 5   | 24.12.1952 | SZD-8bis Jaskółka bis | 074      | SP-1305      | obl. I prot. | Bielsko              |
| 6   | 14.11.1953 | SZD-12 Mucha 100      | K26      | SP-1400      | obl. I prot. | Krosno               |
| 7   | 23.11.1953 | SZD-10 Czapla         | 115      | SP-1349      | obl. I prot. | Bielsko              |
| 8   | 09.03.1956 | SZD-17 Jaskółka L     | 177      | SP-1504      | obl. I prot. | Bielski              |
| 9   | 30.11.1956 | SZD-18 Czajka         | 211      | SP-1640      | obl. I prot. | Bielsko              |
| 10  | 20.10.1958 | SZD-16 Gil            | 239      | SP-1880      | obl. I prot. | Bielsko              |
| 11  | 09.09.1959 | SZD-20 Wampir 2       | 242      | SP-2036      | obl. I prot. | Katowice             |
| 12  | 10.02.1958 | SZD-22B Mucha Std.    | K497     | SP-2107      | obl. prot.   | Bielsko              |
| 13  | 02.05.1960 | SZD-24 Foka           | 277      | SP-2069      | obl. I prot. | Bielsko              |
| 14  | 20.10.1961 | SZD-24-2 Foka 2       | 282      | SP-2362      | obl. I prot. | Bielsko              |
| 15  | 26.02.1962 | SZD-24-4 Foka 4       | 283      | SP-2363      | obl. I prot. | Bielsko              |
| 16  | 27.05.1964 | SZD-19-2B Zefir 2     | P-424    | SP-2484      | obl. I prot. | Bielsko              |
| 17  | 18.05.1962 | SZD-21-2A Kobuz 2     | 276      | SP-1990      | obl. I prot. | Bielsko              |
| 18  | 02.01.1965 | SZD-27 Kormoran       | 285      | SP-2463      | obl. I prot. | Bielsko              |
| 19  | 19.05.1966 | SZD-30 Pirat          | W-289    | SP-2502      | obl. I prot. | Bielsko              |
| 20  | 07.12.1967 | SZD-31 Zefir 4        | 291      | SP-2417      | obl. I prot. | Bielsko              |
| 21  | 09.12.1966 | SZD-33 Bocian 1E      | 294      | SP-2506      | obl. I prot. | Bielsko              |
| 22  | 31.12.1969 | SZD-36 Cobra 15       | W-474    | SP-2497      | obl. I prot. | Bielsko              |
| 23  | 28.11.1970 | SZD-35 Bekas          | X-100    | SP-2443      | obl. I prot. | Bielsko              |
| 24  | 30.12.1971 | SZD-43 Orion          | X-102    | SP-2635      | obl. I prot. | Bielsko              |
| 25  | 03.10.1973 | SZD-41 Jantar Std.    | X-110    | SP-2685      | obl. I prot. | Bielsko              |
| 26  | 21.12.1976 | SZD-50-1 Dromader     | X-127    | SP-3067      | obl. I prot. | Bielsko              |
| 27  | 20.12.1977 | SZD-50-2 Puchacz      | X-129    | SP-3115      | obl. I prot. | Bielsko              |
| 28  | 10.10.1978 | SZD-49 Jantar Std. K  | X-134    | SP-2583      | obl. I prot. | Bielsko              |
| 29  | 20.12.1977 | SZD-50-2T Puchacz T   | SP-3115  | obl. I prot. | Bielsko      | Bielsko              |
| 30  | 20.04.1979 | SZD-50-3 Puchacz      | B-903    | SP-3081      | obl. I prot. | Bielsko              |
| 31  | 27.09.1981 | ULS-PW                | 01       | SP-3200      | obl. I prot. | Piotrków Trybunalski |

Dane opublikowane w Polska Technika Lotnicza. Materiały historyczne 52 (5/2009)